# Diversidade sexual em Lesoto
Pessoas lésbicas, gays, bissexuais e transgêneros (LGBT) no Lesoto enfrentam desafios legais não vivenciados por pessoas não LGBTs. O Lesoto não reconhece casamentos do mesmo sexo ou uniões civis, nem proíbe a discriminação com base na orientação sexual ou identidade de gênero. As pessoas LGBTs enfrentam rejeição e discriminação social no Lesoto. No entanto, as atitudes em relação aos membros da comunidade LGBT estão evoluindo lentamente e se tornando mais tolerantes e aceitáveis, de acordo com as tendências mundiais. Em 2012, o Lesoto legalizou a homossexualidade e, em 18 de maio de 2013, ocorreu a primeira marcha do orgulho gay no país.

## Leis sobre atos sexuais entre pessoas do mesmo sexo
Em 2012, a atividade do mesmo sexo masculino foi legalizada no Lesoto. 
A atividade homossexual masculina anteriormente era ilegal no Lesoto como ofensa à lei comum, mas não havia sido aplicada porém a atividade sexual feminina do mesmo sexo nunca foi proibida. 

## Condição de Vida
Da mesma forma que em outros países da África Austral, relatos de discriminação, rejeição familiar, violência e assédio contra pessoas LGBT não são incomuns. 
O LGBT Basotho pode enfrentar discriminação no emprego, acesso a cuidados de saúde, moradia, acesso à educação e em outras áreas. Como tal, muitas pessoas LGBT vivem vidas secretas e ocultam sua orientação sexual. Além disso, eles correm um sério risco de infecção pelo HIV / AIDS (o Lesoto tem a segunda maior prevalência de HIV no mundo, com 25% da população do Basotho sendo infectada). Ativistas LGBT começaram a procurar pessoas com HIV e oferecer estratégias de prevenção. 